# Ачаджур
Ачаджу́р (арм. Աչաջուր) — старейшее село в Тавушской области, на северо-востоке Армении.

## История
Прежнее название села — Ачасу.

## Достопримечательности
В 6 км на запад от села, в густом лесу, находится монастырь Макараванк (X-XIII вв.), куда регулярно совершаются экскурсии.

## Спорт
В селе проводил свои тренировки футбольный клуб «Бентонит».